# Graomys griseoflavus
El pericote común (Graomys griseoflavus) es una especie de roedor de Sudamérica. Se la encuentra en Argentina, Bolivia, Brasil, Paraguay, en la provincia biológica del Gran Chaco.